# Polienus rubritincta
Polienus rubritincta är en fjärilsart som beskrevs av George Francis Hampson 1910. Polienus rubritincta ingår i släktet Polienus och familjen tandspinnare. Inga underarter finns listade i Catalogue of Life.